# Synchroon elektriciteitsnet van continentaal Europa

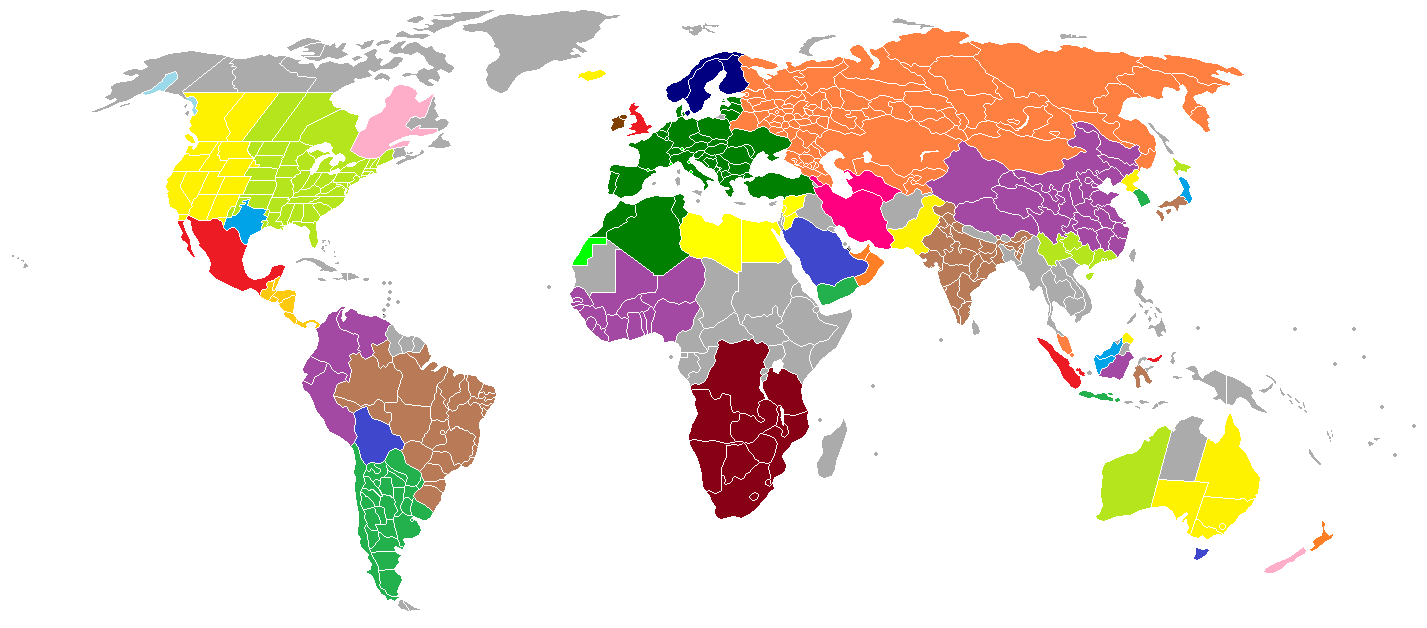
Kaart van een aantal synchrone elektriciteitsnetten (2010)

Het synchroon elektriciteitsnet van continentaal Europa (ook: synchrone zone van continentaal Europa) is het grootste synchrone elektriciteitsnetwerk (naar gekoppeld vermogen) ter wereld. Het is onderling verbonden als één fase-gesynchroniseerd elektriciteitsnet met 50 Hz netfrequentie dat meer dan 400 miljoen klanten bedient in 27 landen, waaronder het grootste deel van de Europese Unie. In 2009 was 667 gigawatt aan productiecapaciteit aangesloten op het elektriciteitsnet, met ongeveer 80 gigawatt operationele reserve. De transmissiesysteembeheerders die dit netwerk exploiteren vormden de Unie voor de coördinatie van de transmissie van elektriciteit (UCTE), die nu deel uitmaakt van het Europees netwerk van transmissiesysteembeheerders voor elektriciteit (ENTSO-E).

## Gebied
Het synchrone elektriciteitsnet van continentaal Europa bestrijkt het grondgebied van de regionale groep ENTSO-E Continentaal Europa en enkele buurlanden die niet bij het ENTSO-E betrokken zijn. Het synchrone netwerk omvat een deel of alle delen van de volgende landen als leden van de regionale groep ENTSO-E Continentaal Europa:
- België
- Bosnië en Herzegovina
- Bulgarije
- Denemarken (westelijk deel)
- Duitsland
- Estland
- Frankrijk
- Griekenland
- Hongarije
- Italië
- Kroatië
- Letland
- Litouwen
- Luxemburg

- Montenegro
- Nederland
- Noord-Macedonië
- Oostenrijk
- Polen
- Portugal
- Roemenië
- Servië
- Slovenië
- Slowakije
- Spanje
- Tsjechië
- Zwitserland

Naast de ENTSO-E-leden is het kleine elektriciteits-eiland in het westen van Oekraïne gesynchroniseerd met het net van continentaal Europa. Albanië exploiteert het nationale netwerk synchroon met het synchrone netwerk van continentaal Europa. De netwerken van Marokko, Algerije en Tunesië zijn gesynchroniseerd met het Europese netwerk via de wisselstroomverbinding van Gibraltar naar Marokko en vormen de SWMB. In april 2015 werd het netwerk van Turkije gesynchroniseerd met het Europese netwerk.
Hoewel ze synchroon zijn, werken sommige landen bijna als eilandbedrijf, met een lage connectiviteit met andere landen. De Europese Commissie beschouwt een hoge connectiviteit als gunstig en heeft verschillende interconnectieprojecten aangeduid als projecten van gemeenschappelijk belang. De nationale netten moeten echter ook worden opgewaardeerd om grotere energiestromen te kunnen verwerken als de waarden van een vrije energiemarkt in de EU moeten worden gerealiseerd.

## Eilandnetwerken
Het Britse netwerk is niet gesynchroniseerd met de frequentie van continentaal Europa, maar het is wel verbonden via de HVDC Cross-Channel-verbinding en BritNed met een elektriciteitsinterconnectieniveau van 6%. Omdat dat gelijkstroomverbindingen zijn (HVDC) is synchronisatie hiervoor niet nodig. Evenzo is de Noordse regionale groep van ENTSO-E (voormalig NORDEL), bestaande uit Noorwegen, Zweden, Finland en het oostelijke deel van Denemarken (Seeland met eilanden en Bornholm), niet synchroon verbonden met het vasteland van Europa, maar heeft de groep een aantal niet-synchrone gelijkstroomverbindingen met het net van continentaal Europa. Gotland is niet gesynchroniseerd met het Zweedse vasteland, maar is verbonden door de HVDC Gotland.
De netwerken van Ierland en Noord-Ierland vormen de Ierse regionale groep van ENTSO-E, die nog niet is verbonden met het continentaal-Europese netwerk, maar interconnectie heeft met het Britse netwerk via de Moyle Interconnector en de Oost-West Interconnector (gelijkstroomverbindingen, niet gesynchroniseerd).
De netwerken van IJsland en Cyprus zijn nog in het geheel niet verbonden met de andere netwerken. Malta is tot 35% verbonden via de Malta-Sicilië interconnector die in 2015 in gebruik genomen is.